# Голубев, Денис Павлович
Голубев Денис Павлович (род. 11 июля 1991, Магнитогорск, Челябинская область) — российский хоккеист, центральный нападающий.

## Карьера
Воспитанник СДЮШ родного города. Начал карьеру в «Ак Барсе», дебютировав в сезоне 2009/10. Большую часть карьеры провел в юниорской МХЛ в составе команды «Барс», набрав в 48 играх 75 очков.
В составе молодёжной сборной России выиграл чемпионат мира 2011, в полуфинале против Швеции реализовал решающий буллит.
В сезоне 2014/15 года выступал за клуб «Лада». В сезоне 2015/16 вернулся в «Ак Барс».

## Личная жизнь
Был женат на Карине. В 2013 году у них родился сын Демид. В феврале 2017 года супруги официально оформили развод.

## Достижения
| Год  | Команда        | Достижение                             | Достижение |
| ---- | -------------- | -------------------------------------- | ---------- |
| 2011 | Россия (мол.)  | Победитель молодёжного чемпионата мира |            |
| 2011 | Россия (студ.) | Чемпион Универсиады                    |            |

| Год  | Команда | Достижение                    | Достижение |
| ---- | ------- | ----------------------------- | ---------- |
| 2011 | Барс    | Участник Матча всех звёзд МХЛ |            |